# Лисецкий, Владимир Алексеевич
Владимир Алексеевич Лисецкий (род. 3 мая 1945) — советский и российский актёр, артист Александринского театра (с 1967), народный артист Российской Федерации (2006).

## Биография
Родился 3 мая 1945 года. В 1967 году окончил Ленинградский государственный институт театра, музыки и кинематографии, после чего был принят в труппу Александринского театра. С этого времени он также регулярно снимался в кино.
В 1970 году Владимир Алексеевич некоторое время выступал на сцене Санкт-Петербургского академического театра имени Ленсовета, где играл в спектакле «Хождение по мукам». За время работы в Александрийском театре Владимир Алексеевич исполнил более 120 ролей.
9 февраля 2024 года получил травму в результате падения на сцене во время премьеры спектакля «Мейерхольд. Чужой театр».

## Награды
- Заслуженный артист Российской Федерации (10 июня 1993) — за заслуги в области театрального искусства[3].
- Народный артист Российской Федерации (3 апреля 2006) — за большие заслуги в области искусства[4].
- Медаль ордена «За заслуги перед Отечеством» II степени (28 июня 2016) — за большие заслуги в развитии отечественной культуры и искусства, многолетнюю плодотворную деятельность[5][6].
- Благодарность Президента Российской Федерации (15 августа 2020 года) — за заслуги в развитии отечественной культуры и искусства, многолетнюю плодотворную деятельность[7].